# Volîțea (Dvirți), Sokal
Volîțea (în ucraineană Волиця) este un sat în comuna Dvirți din raionul Sokal, regiunea Liov, Ucraina.

## Demografie
Componența lingvistică a localității Volîțea
     Ucraineană (99,86%)
     Alte limbi (0,14%)
Conform recensământului din 2001, majoritatea populației localității Volîțea era vorbitoare de ucraineană (99,86%), existând în minoritate și vorbitori de alte limbi.